# Hoopa (Pokémon)
 (mars 2020).
Si vous disposez d'ouvrages ou d'articles de référence ou si vous connaissez des sites web de qualité traitant du thème abordé ici, merci de compléter l'article en donnant les références utiles à sa vérifiabilité et en les liant à la section « Notes et références ».
Hoopa (フーパ, Fūpa) est une espèce de Pokémon de la sixième génération.
Il est officiellement révélé le 10 janvier 2015 dans le CoroCoro de février. Sa première apparition a lieu en 2013, dans les jeux vidéo Pokémon X et Pokémon Y. Ce Pokémon est du double type psy et spectre et occupe le 720e emplacement du Pokédex, l'encyclopédie fictive recensant les différentes espèces de Pokémon.
Ce Pokémon possède deux formes. La forme "Enchaînée" et la forme "Déchaînée".